# Кухтым (посёлок)
Кухтым — посёлок в Добрянском районе Пермского края. Входит в состав Дивьинского сельского поселения.

## Географическое положение
Расположен к северо-востоку от административного центра поселения, посёлка Дивья. Ближайшая железнодорожная станция — Кухтым, расположена в одноимённом посёлке.

## Население
| 2010 |
| ---- |
| 10   |

## Топографические карты
- Лист карты O-40-54 Вильва. Масштаб: 1 : 100 000. Издание 1977 г.